# كاميرون بلير
كاميرون بلير (بالإنجليزية: Cameron Blair)‏ هو لاعب دوري الرغبي أسترالي، ولد في 6 يوليو 1966 في أستراليا.